# シンドゥール

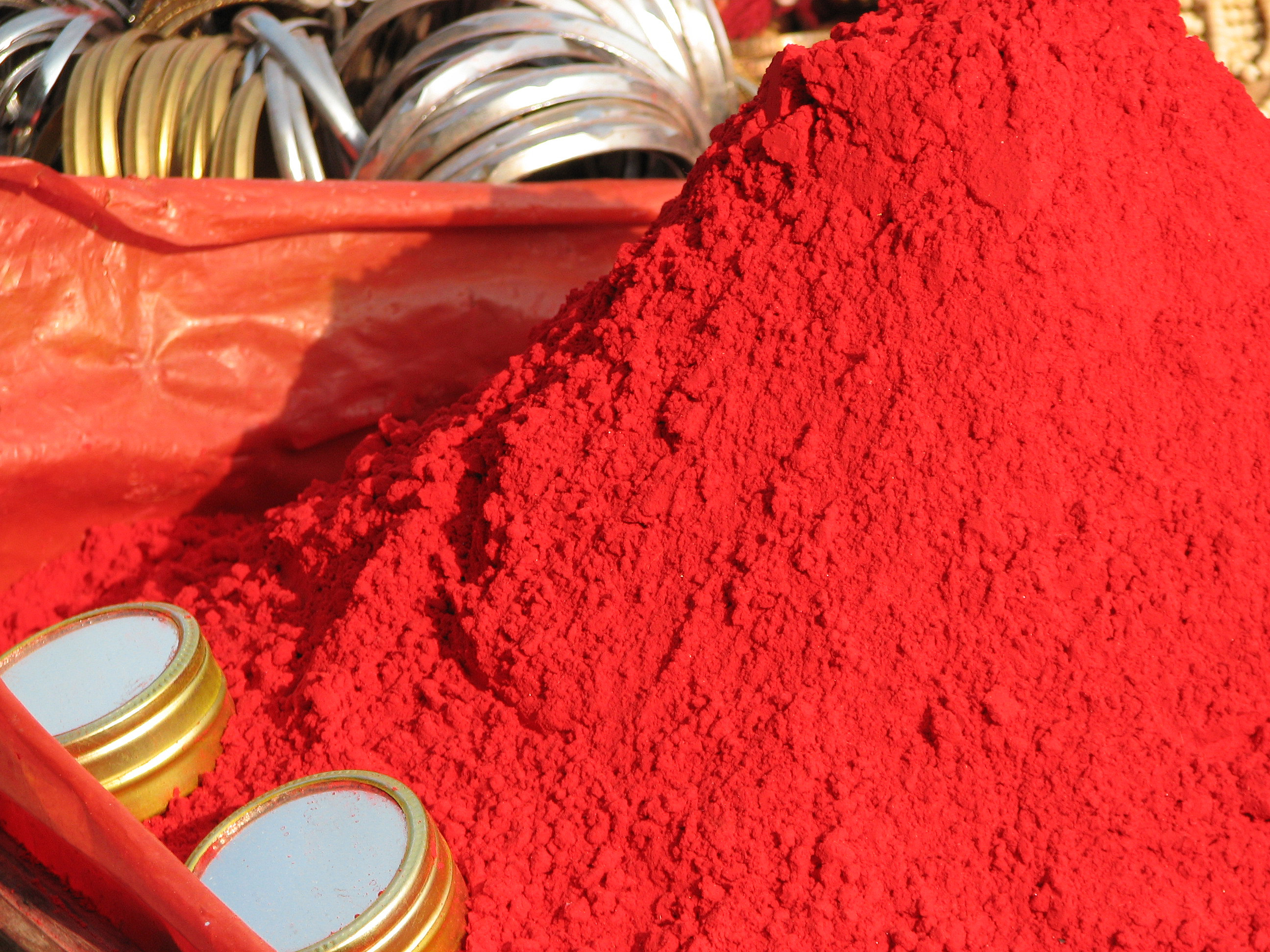
シンドゥール

シンドゥール、スィンドゥール（英語：Sindoor、ヒンドゥスターニー語：सिन्दूर, ウルドゥー語: سندور）又はシンドゥーラム、スィンドゥーラム（英語：sindooram、サンスクリット語、テルグ語、タミル語、カンナダ語、マラヤーラム語、オリヤー語、ベンガル語：সিঁদুর、グジャラート語：સિંદૂર） は、インドの伝統的な朱色または橙赤色の化粧品であり、通常、既婚女性が頭髪の分け目に沿って塗る形で用いられる。ヒンドゥー教のコミュニティにおいては、シンドゥールの使用は既婚女性であることを示すものであり、シンドゥールの使用の中止は、通常、寡婦となったことを示すものである。
伝統的なシンドゥールの主成分は、通常、ウコンである。市販のシンドゥールには、合成染料や化学物質が含まれており、適切な水準を遵守せずに製造されたものには水銀や鉛が含まれていることがある。

## シンドゥールの使用

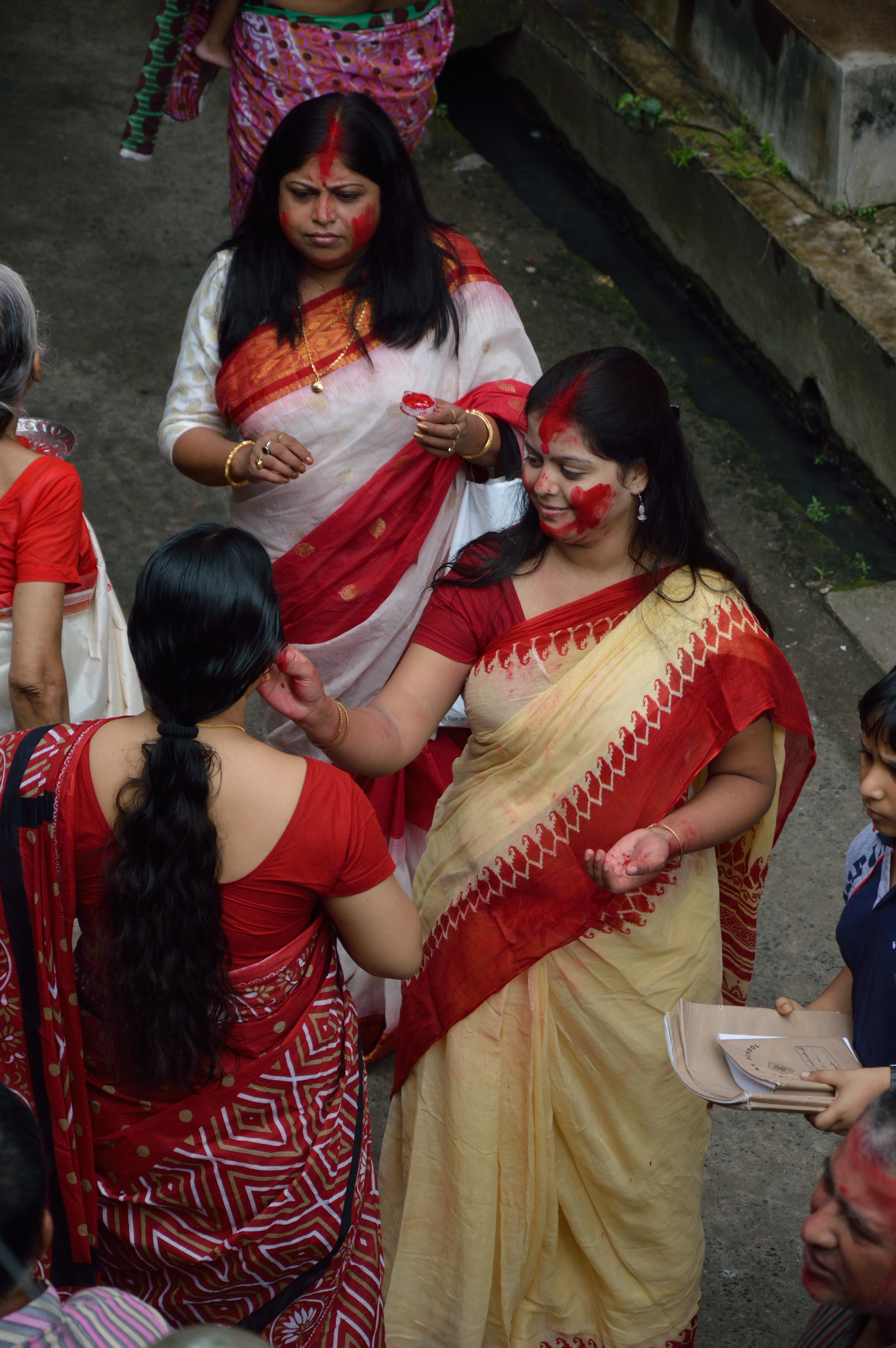
シンドゥールを使用している女性

シンドゥールは、伝統的に、女性の頭髪の分け目（ヒンディー語でmaangと呼ばれる）全体に沿ってもしくは分け目の始点に塗る形で、または額に点として塗る形で（ヒンディー語でbindi（ビンディー）、テルグ語でbottuと呼ばれる）使用される。シンドゥールは、ヒンドゥー教において、既婚女性であることを示すものである。独身女性は様々な色で（額の）点を塗るが、シンドゥールを頭髪の分け目に塗ることはない。寡婦はシンドゥールを使用せず、これは夫がもはや存命ではないことを示している。

### 花嫁とシンドゥール
シンドゥールは、女性に対し、結婚式の日にその夫により初めて塗られる。シンドゥール・ダーン(Sindoor Daanam)と呼ばれるこの儀式は、ヒンドゥー教徒の結婚式において最も重要視され、これにより結婚が成立する。これ以降、女性は毎日、自分でシンドゥールを塗るようになる。色を塗る類似の儀式は、シンドゥールの別名であるkumkumaに由来してpasupu kumkumaとして知られている。
シンドゥールの使用の方法やスタイルは、個人の選好や宗教上の習慣により異なる。多くの花嫁は頭髪の分け目全体にシンドゥールを塗るが、分け目の後端と額に赤い点をつけるだけにする花嫁もいる。近年、若い女性の間では、ダイヤモンドのビンディーとともに、鼻に向けた三角の形にシンドゥールを塗ることがある。

### 寡婦とシンドゥール
シンドゥールの拭き取りは、寡婦にとって非常に重要なことである。この慣行に関しては多くの儀式が存在する。最も一般的なものは、女性が寡婦になったとき、その義母または最も年長の義姉がシンドゥールを拭き取るというものである。寡婦は腕輪を壊し、ビンディーも取り除き、多くの場合、鼻のリングとつま先のリングも取り除く。頭髪の分け目は、生命に満たされた赤い血の川の象徴である。シンドゥールを拭き取ったとき、その川は涸れ、乾いて空（から）になる。この習慣は農村地域において一般的であり、すべてのカーストおよび社会階層がこれに従う。
既婚女性はさまざまな色彩のものを身に着けるため、赤いシンドゥールは既婚女性にとって重要なものであるが、女性は寡婦になると、シンプルな白い服を身に着けるようになり、鮮やかな赤のシンドゥールを含め、色のついたものを顔面から取り除く。

## ヒンドゥー教

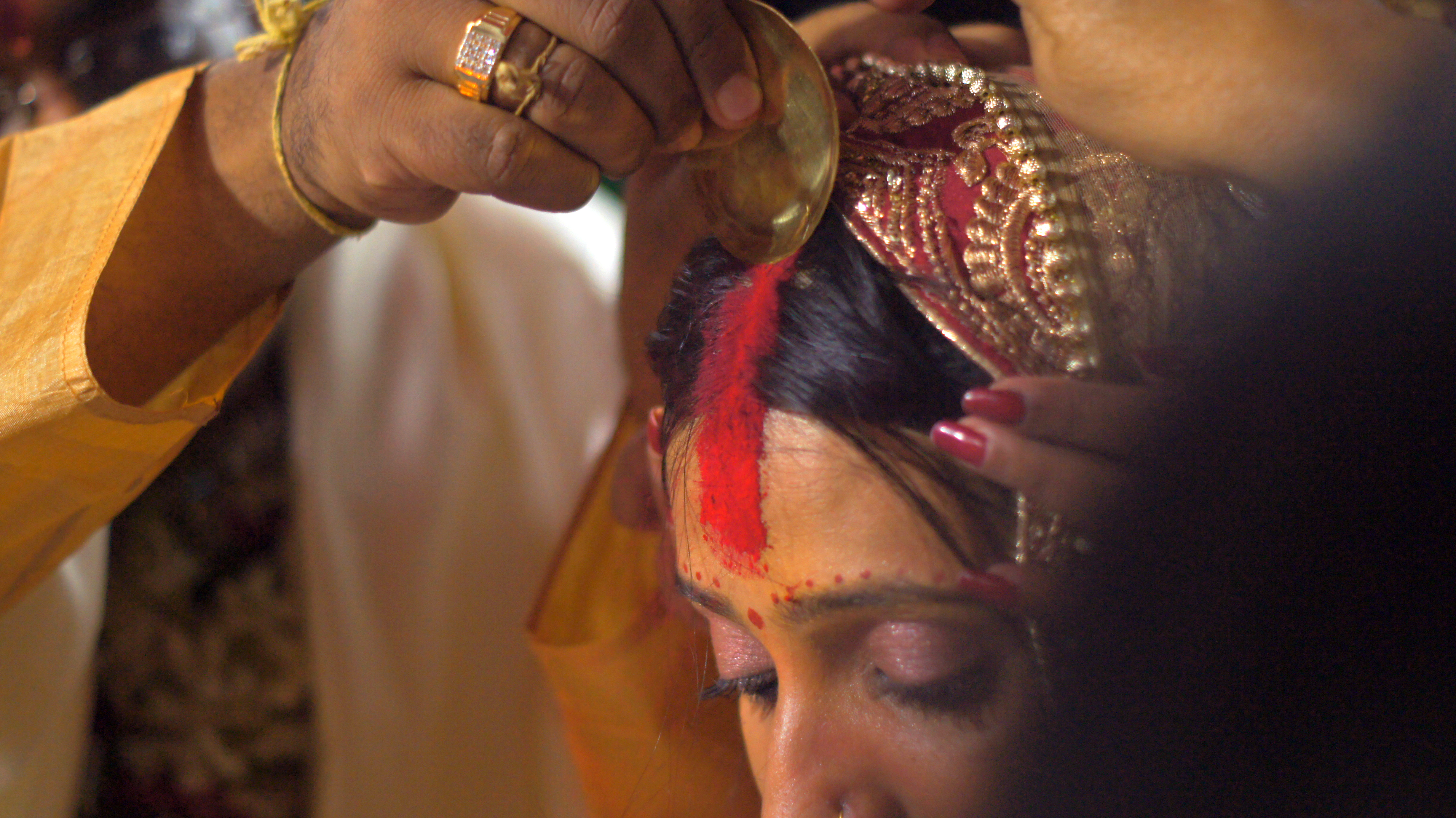
ヒンドゥー教のもとでのインドの結婚式の一部として、シンドゥールを塗る儀式

バルーチスターン地域のメヘルガルで発掘された女性像は、ハラッパー文化において、女性の頭髪の分け目にシンドゥールを塗っていたことを示唆している。伝説によると、クリシュナの恋人であったラーダーは、シンドゥール（kumkuma）を炎のような形にして額に塗っていたとされる。有名な叙事詩マハーバーラタでは、パーンダヴァの妻ドラウパディーは、ハスティナープラでの出来事を嫌悪し絶望して、シンドゥールを拭き取る。シンドゥールの使用は、プラーナ文献であるラリター・サハスラナーマおよびサウンダリヤ・ラハリーにおいてしばしば言及される。
シャンカラは、サウンダリヤ・ラハリーにおいて以下のように述べている。
ジャイナ教徒の女性は、都市部ではおおむね、シンドゥールを使用している。ジャイナ教の尼僧は、頭髪の分け目や額にシンドゥールを塗ることが禁じられている。地方の文化によっては、未婚女性が頭髪の分け目にシンドゥールを塗ることもあるものの、シンドゥールは、既婚か否かを示すために非常に重要であると考えられている 。
シンドゥールの使用は、本質的にはヒンドゥー教の伝統であるが、19世紀、スーフィズムの指導者であるSharafuddin Maneriは、バングラデシュにおいて、イスラム教徒の女性もシンドゥールを使用するよう奨励した。この奨励は、改革主義運動によって厳しく非難された。

## 成分および毒性への懸念

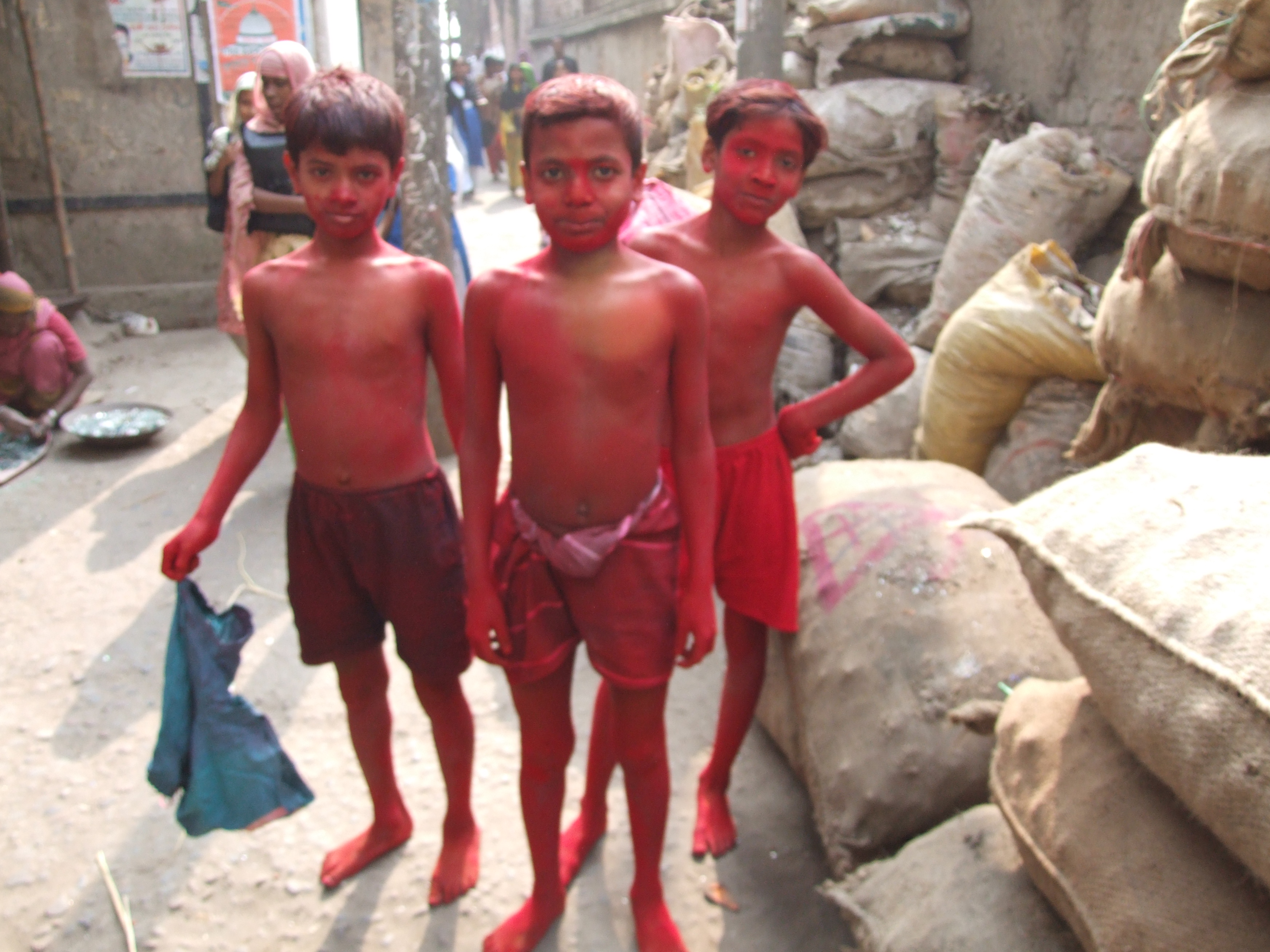
バングラデシュでのシンドゥール製造工場における児童労働のために、水銀を含む朱色の化学物質で覆われた少年たち

現代のシンドゥールは、主に、橙赤色の顔料であるヴァーミリオンを使用している。ヴァーミリオンは精製し粉末状にした辰砂であり、辰砂は硫化水銀が自然界で存在する主な形態である。他の水銀化合物と同様に、シンドゥールは有毒であり、慎重に扱わなければならない。ときどき、鉛丹（四酸化三鉛、またミニウムとして知られている）がシンドゥールに添加されることがある。鉛丹は毒性があり、実験動物には発癌性があることが知られているが、ヒトに対する発癌性は確認されていない。伝統的なシンドゥールは、ウコンおよびミョウバンもしくは酸化カルシウム、または他のハーブ由来の成分から作られている。鉛丹やヴァーミリオンと異なり、これらの物質には毒性はない。2008年初頭、鉛含有率が高いとの主張を受けて、アメリカ食品医薬品局（U.S. Food and Drug Administration）は複数の製造業者が製造した大量のシンドゥールに対しリコールを行った。

## 大衆文化

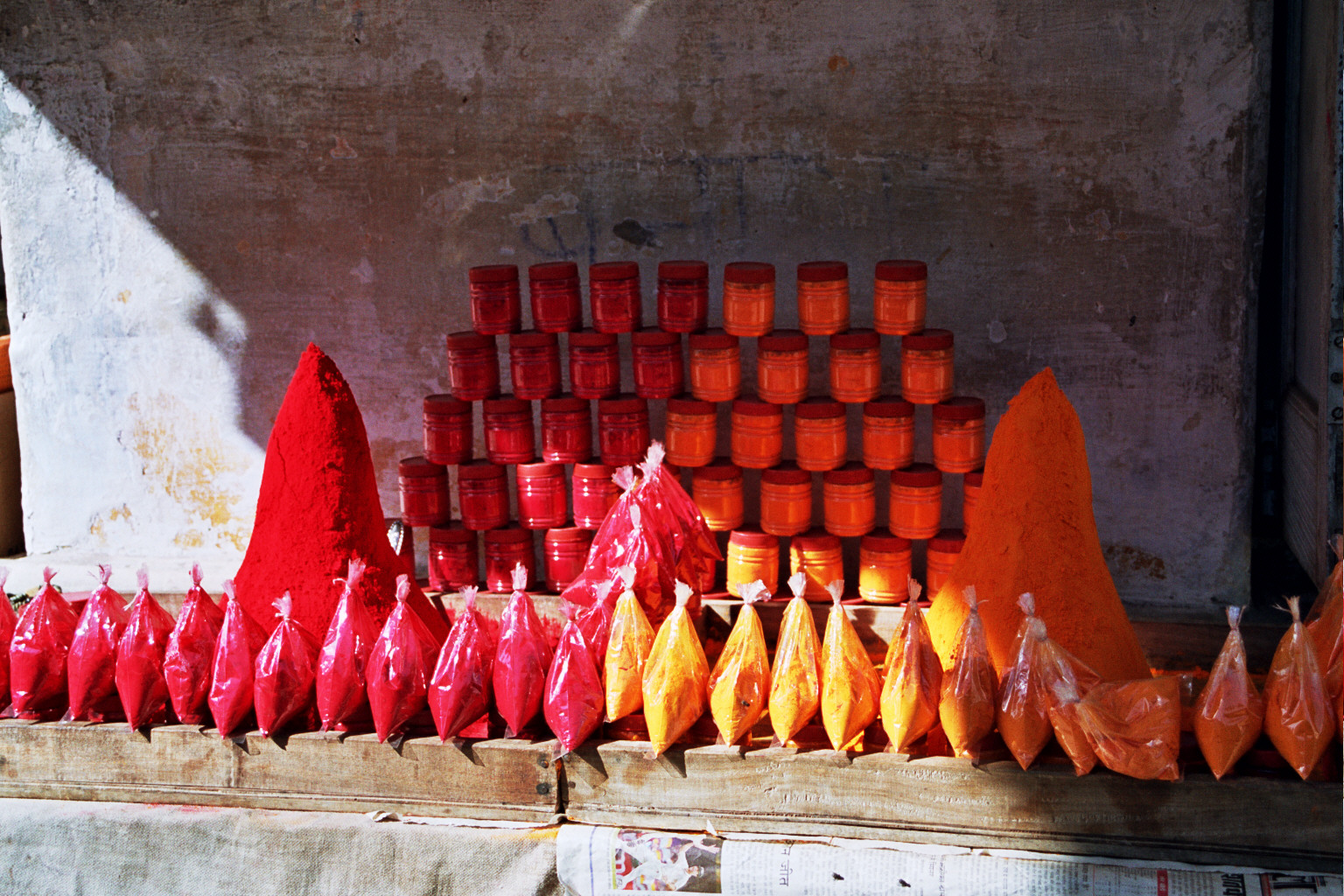
シンドゥールを販売している店（ラージャスターン州、プシュカル）

シンドゥールが登場するインド映画はSindoor（1947年）、Sindoor Tere Naam Ka（1987年）、Sindoor（1987年）など多数存在し、シンドゥールを塗る儀式の重要性を中心に物語が展開するものとしてSindooram（1979年、テルグ映画）およびRakta Sindhuram（1985年）がある。